# Román front (első világháború)
A román front az 1916-os erdélyi támadás miatt jött létre a keleti fronton az első világháborúban, melynek során a román hadsereg támadást indított Magyarország erdélyi területei ellen. A támadás megindítása esetén az antant nagy területek átadását ígérte meg a románoknak, ha belépnek a központi hatalmak ellen vívott háborúba. A kezdeti területvesztések után a német és osztrák–magyar csapatok ellentámadásba mentek át, mire hadba lépett a románok ellen Bulgária és Törökország is. Ezt már nem bírta el a román hadsereg, a központi hatalmak kiverték a románokat Erdélyből, a bolgárok Dél-Dobrudzsából, majd Bukarestet is elfoglalták 1916. december 6-ára. A románok 1917-ben békét kértek, a bukaresti békében pár határ menti területet, valamint a bolgárok által megszállt Dobrudzsát át kellett adniuk.

## Előzmények
A román értelmiség (főként papok) már a 18. század végétől kitűzte maga elé az ország egyesítésének célját. Ez Havasalföld, Moldva és Erdély egyesítését jelentette. Ennek azonban sokáig nagy akadályai voltak, többek között az, hogy a román fejedelemségek török fennhatóság alatt álltak, Erdély pedig az erős Habsburg Birodalom része volt. Románia függetlenségi háborúja (1877–78), majd a Balkán-háború után (amelyben megszerezte Dobrudzsát) azonban csak a kedvező pillanatot leste, hogy Erdélyt is elfoglalhassa. Az Osztrák–Magyar Monarchiával szemben való területi igénye ellenére 1882-ben csatlakozott a központi hatalmakhoz, az orosz befolyás gyengítésére. Ezenkívül a király I. Károly maga is a Hohenzollern-ház egyik mellékágából (Hohenzollern–Sigmaringen-ház) származott, így természetesen nem akart rossz viszonyba kerülni rokonával II. Vilmos német császárral. 1914-ben kitört az első világháború. Románia, habár szövetséges volt a központi hatalmakkal, nem lépett be a háborúba, hanem a fegyveres semlegesség mellett döntött. Versenyfutás kezdődött Románia „kegyeiért”, amelyet az antant nyert meg. A román miniszterelnök, Brătianu, titkos szerződést írt alá az antanttal, amelyben a felajánlott területekért cserébe vállalta, hogy támadást indít a Monarchia ellen és történjék bármi, nem köt különbékét. A hadba lépésben fontos szerepet játszott az antant azon stratégiája, miszerint az 1916-os évnek döntőnek kell lennie, egyszerre kívánták támadás alá vonni a központi hatalmakat, de különösen a Monarchiát. Az elsődleges terv szerint a Monarchia minden frontjára heves támadást kívántak mérni, hogy ezzel a központi hatalmak gyengébb láncszemét végleg kiüssék a háborúból. Így nagyjából egy időben kezdődött meg a keleti fronton minden idők egyik legvéresebb hadművelete, a Bruszilov-offenzíva, ami óriási vereséget okozott Ausztria-Magyarországnak, csak német segítséggel tudták megállítani azt. Augusztus közepén támadásba lendültek az olaszok is, a Hatodik isonzói csata során először tudták áttörni a frontot és nagyobb győzelmet aratni. Mindezek felbátorították a román vezetést, úgy gondolták, könnyed győzelmet tudnak aratni. Ezután Brătianu bejelentette a parlamentben a háborúba való belépést, majd 1916. augusztus 27-én elküldte a hadüzenetet a Monarchiának. Ebben azt írta, hogy „elnyomott erdélyi testvéreik felszabadításáért” indul harcba a román hadsereg. Még a hadüzenet előtt a román csapatok megkezdték támadásukat a Kárpátok gyengén őrzött hágóin keresztül.

## Román offenzíva

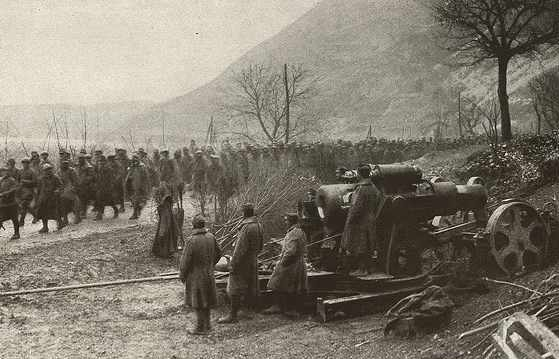
A fronton

A román hadsereget már az 1916-os év elején a Kárpátok körül vonták össze, így 1916. augusztus 27-ének éjszakáján egyszerre tudták megindítani az összes erdélyi szorosban a támadást. A hadsereg a Tölgyesi-, Gyimesi-, Békás-, Ojtozi-, Tömösi-, Bodza-, Törcsvári-, Vöröstoronyi- és Szurdok-szoroson keresztül nyomult előre, míg egy hadosztály Orsovával szemben, Ada Kaleh szigetének elfoglalásával kezdte meg a támadást. Az erdélyi szorosokban hamar letörték a határőrök ellenállását a románok, csak a Vöröstoronyi-szorosban és a Tömösi-szorosban védekező 82. hadosztály, amely jórészt székelyekből állott, tudta feltartóztatni egy ideig a román támadást. A román vezérkar a Budapest irányába indított offenzívát két részben akarta megvalósítani: A seregnek először a Beszterce–Marosvásárhely vonalig kellett volna eljutnia, majd a csapatoknak a Tiszántúl egy részét, egészen Debrecenig, illetve Békéscsabáig és Szegedig kellett volna elfoglalniuk.
A román sereggel szemben már másnap megindult a Kolozsváron állomásozó I. osztrák–magyar hadsereg, melynek vezetője Arz Artúr gyalogsági tábornok volt, a sereg azonban lassan haladt, mivel a románok elől a Székelyföld és a szász vidékek lakossága igyekezett elmenekülni, a lakosok ugyanis az 1848-as vérengzések megismétlődésétől tartottak. A menekültáradat teljesen igénybe vette a vasúthálózatot, amelyre pedig szükség volt a hadsereg szállításához. A románok időközben elfoglalták egész Csík és Háromszék vármegyét, majd bevették Brassót és egy kemény ostrom után Nagyszebent. A román katonaság általában fegyelmezetten viselkedett az elfoglalt területeken, de a sereg után érkező félkatonai alakulatok kegyetlenkedtek, gyújtogattak, fosztogattak. Többek között szinte teljesen felégették Csíkszeredát és súlyos károkat okoztak Brassóban.
A román támadás után, válaszlépésként augusztus 28-án Németország, 29-én Törökország, és szeptember 1-jén pedig Bulgária hadat üzent Romániának, az utóbbi másnap megtámadta Dobrudzsában a románokat, akik képtelenek voltak ellenállni a bolgár támadásnak. Időközben megkezdődött a német és osztrák–magyar csapatok Erdélybe szállítása. A román csapatok erejéből még annyira futotta, hogy elfoglalták Lupényt, Vulkánt és Petrozsényt – az utóbbit egy bányász-zászlóalj védelmezte, mely az utolsó szál emberig elesett a harcokban – szeptember 8-án azonban a román hadvezetés azt az utasítást adta, hogy a csapatok tartsák az elért vonalakat és minden nélkülözhető erőt küldjenek Dobrudzsába. Mielőtt azonban erre sor került volna, megkezdődött az egyesült német–osztrák–magyar csapatok erdélyi ellentámadása.

## Az ellentámadás

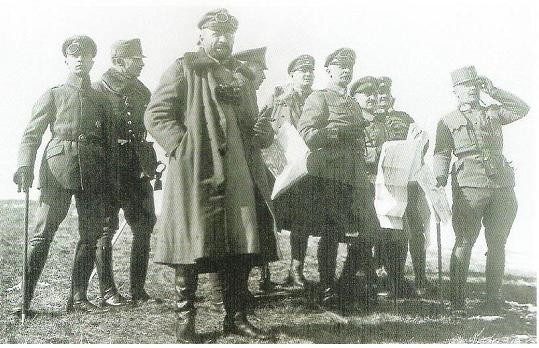
Falkenhayn vezérkarával

A német–osztrák–magyar sereg élére Erich von Falkenhayn tábornokot nevezték ki, aki szeptember elején megindította az ellentámadást. Szeptember 10-én Hátszeg mellett legyőzte a román sereget, majd a sereg még aznap visszafoglalta Petrozsényt. Petrozsény visszafoglalásában nagy szerepe volt Maderspach Viktornak, aki partizánalakulatot szervezve zavarta a románok hadműveleteit. Szeptember 28-án a Falkenhayn vezette sereg győzött a kisbári és nagybári csatákban, aminek eredményeként visszafoglalták Nagyszebent. A Nagyszeben alól visszavonuló román hadosztályokat a Vöröstoronyi-szorosban teljesen megsemmisítették. Ezt követően szabadult fel a Székelyföld is. A 2. román hadsereg még megkísérelt egy offenzívát Brassónál október 4-én, de sikertelenül, a központi hatalmak csapatai teljesen kiszorították őket Erdélyből. A román fronton harcolt és sebesült meg a későbbi rendkívül sikeres hadvezér, Erwin Rommel is.

## Harc a regáti területeken
A románok erdélyi kiverését követően nem szüneteltek a harcok, a központi hatalmak seregei két fronton harcoltak a románokkal: Dobrudzsában August von Mackensen vezetésével és Erdélyben továbbra is Falkenhayn vezetésével.
Még a román csapatok erdélyi előrenyomulása javában tartott, amikor az August von Mackensen és Nikola Zsekov vezette bolgár–német haderő (kisebb oszmán kontingenssel is megerősítve) szeptember 1-jén betört Dobrudzsa területére és Constanţa felé vette az irányt. A megállításukra kivezényelt román csapatok – annak ellenére, hogy túlerőben voltak – a turtucaiai csatában vereséget szenvedtek, a sereg nagy része pedig fogságba esett. A veszélyes helyzetben a román hadsereg parancsnokság kidolgozott egy haditervet Bulgária hátbatámadására. Amíg a központi hatalmak seregei a dél-dobrudzsai Cobadinért harcoltak, egy román expedíciós hadtest átkelt a Dunán és támadást indított Rusze térsége ellen. A bolgárok azonban heves ellenállást fejtettek ki, majd miután a Központi Hatalmak seregeinek is sikerült áttörést elérni Cobadinnál, Averescu tábornok leállította a bulgáriai hadműveletet és visszavezényelte katonáit Románia területére.
Miután Falkenheyn vezetésével a német és osztrák–magyar csapatok kiverték a románokat Erdély területéről, Mackensen is újabb offenzívát indított Dobrudzsa térségében. A románok képtelenek voltak az ellenállásra, így kiürítették a teljes Dobrudzsát, visszavonulva a Duna vonalára. A Központi Hatalmak csapatai október 22-én bevonultak a térség legjelentősebb városába, Constanţába.
November 23-án egy német expedíciós különítmény Szvistovnál átkelt a Dunán, és támadást indított a román csapatok állásai ellen, akiket teljesen felkészületlenül ért ez a támadás, így Mackensennek lehetőséget adott a Dobrudzsából való kitörésre és offenzíva indítására Bukarest irányába. A román csapatok Constantin Prezan parancsnoksága alatt megkíséreltek egy ellenoffenzívát az Argeș folyó déli folyása mellett, de a román hadvezetés kapkodása miatt december 1-jén egyértelmű vereséget szenvedtek, és kénytelenek voltak visszavonulni. A román király a kormánnyal együtt elhagyta Bukarestet és Jászvásárba menekült. Mackensen csapatai december 6-án bevonultak Románia fővárosába.
A román hadsereg folyamatos harcok közepette visszavonult a Szeret folyó vonaláig. Súlyosabb összecsapásra csak Râmnicu Sărat mellett került sor, amelyet Mackensen csapatai egy négy napos ostrom után tudtak csak bevenni.

## A frontvonal megállapodása
A Dobrudzsától északra állomásozó orosz–román csapatok január 5-én kiürítették Brăilát, majd visszavonultak a Duna-delta területére. A Központi hatalmak csapatai január 23-án megkíséreltek egy offenzívát Tulcsa irányába, de a mocsaras terep a védőknek kedvezett, így a német–bolgár csapatok kénytelenek voltak leállítani a támadást.
A frontvonal északi részén Mackensen csapatai még január 8-án bevették Foksányt, de a Szeret vonalán kiépített védelmet már nem tudták áttörni. Ez nagy mértékben az angol és francia fegyverszállítmánynak és a Henri Berthelot vezette francia expedíciós missziónak volt köszönhető, mely segített a román haderő helyreállításában (Berthelot tábornokot a román katonák csak Bertălău papa (taica Bertălău) névvel illették).
1917 nyarán a román csapatok a Kerenszkij-offenzíva támogatására nagyarányú hadműveletbe kezdtek Nămoloasa és Mărăşti irányába. A nămoloasai támadás megfeneklett, de Mărăştinél a románok sikerrel áttörték az ellenséges vonalakat, visszafoglalva mintegy 10 falut. A győzelmet azonban a Kerenszkij-offenzíva kudarca miatt nem sikerült kihasználni, viszont a Központi Hatalmak csapatai ellentámadást indítottak Mărășești-nél Mackensen, az Ojtoz-völgyében pedig Rohr Ferenc vezetésével. A román csapatoknak Alexandru Averescu és Eremia Grigorescu vezetésével viszont sikerült súlyos veszteségek árán visszaverni az ellenséges támadást.

## A harcok vége és a bukaresti béke

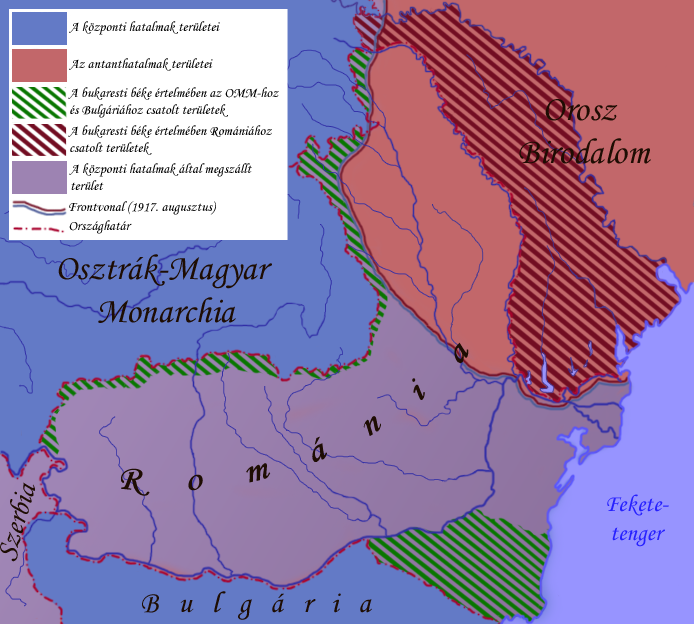
A bukaresti béke következményei

Az oroszországi bolsevik hatalomátvétel nehéz helyzetbe hozta a románokat, mivel egyedül maradtak a keleti fronton, közvetlen támogatás nélkül. 1917. december 9-én a román kormány képviselői Foksányban fegyverszünetet kötöttek a Központi Hatalmakkal, majd 1918. május 7-én megkötötték a bukaresti békeszerződést, melyben korlátozták a román hadsereg létszámát, ezenkívül a teljes Dobrudzsát kénytelenek voltak átadni Bulgáriának és egy 5600 km²-nyi sávot a Kárpátok mentén az Osztrák–Magyar Monarchiának, viszont a békében hallgatólagosan Romániának adták Besszarábiát. Gazdaságilag a békeszerződés teljesen kizsákmányolta Romániát, a Ploieşti környéki kőolaj kitermelést teljesen a német cégek vették át, míg a román lakosságot élelmiszer leadásra kötelezték. A békeszerződésben foglaltak betartását a Központi Hatalmak csapatai hat megszálló hadosztállyal biztosították.
A bukaresti békeszerződéssel Románia számára az első világháború gyakorlatilag véget ért. A háború befejezése előtt egy nappal, 1918. november 10-én Románia azonban ismét hadat üzent Németországnak, így mégis a győztes oldalon fejezhette be a háborút.